# 楠本見江子
楠本 見江子（くすもと みえこ、1945年〈昭和20年〉1月1日 - ）は吉本新喜劇の女優。兵庫県神戸市灘区出身。よしもとクリエイティブ・エージェンシー所属。

## 芸歴・人物
実家は八百屋で4きょうだいの上から3番目（上から兄、姉、下に弟）、小さいころから芝居などが好きでプロダクションで芝居の勉強していたこともある、神戸市立神戸商業高校卒業。近所の東灘区に夢路いとし・喜味こいしが住んでいた関係で梅田コマ劇場などで手伝いに行ったことがある、その縁で岡八郎や花紀京の知遇を経て1967年4月に吉本新喜劇に入団。入団時は年齢を2歳さばを読んでいたためプロフィールなどでは1947年生となっていた、長らくブス役で人気を博す。1980年代前半に結婚、出産をして退団。主婦業に専念していたが2003年9月に同じ新喜劇出身の安田みつ子と「CERISES」を結成しM-1グランプリに出場。2009年12月には吉本新喜劇に復帰。
平和ラッパの経営するスナック「笑楽館」でも働いている。

## ギャグ
昭和50年代頃には舞台上で「大泣き」するギャグを持っていた。

## 出演

### TV
- モーレツ!!しごき教室（MBS）
- あっちこっち丁稚（ABC）
- 吉本バラエティ（読売テレビ）

### CM
- 飛竜 生ラーメン（1970年代後半）